# Боданінський Алі Абдурефійович
Боданінський Алі Абдурафієвич (нар. 1866, Бодани, Сімферопольський повіт, Таврійська губернія — 1920) — видатний кримськотатарський політичний та культурний діяч, член Курултаю.
Закінчив Сімферопольську татарську учительську школу. Працює у редакції газети «Терджиман». Протягом 1886—1890 рр. працює учителем татарської народної школи у м. Ор (Армянськ), пізніше — на тій самій посаді у Бахчисараї. 1893 р. переїжджає до Сімферополя та займається літературною діяльність. Переклав кримськотатарською мовою «Тараса Бульбу» М.Гоголя.
Засновує ряд громадських організацій, а після смерті у 1914 р. Ісмаїла Гаспринського стає фактичним лідером кримськотатарського національного руху.
Після падіння царату в Росії, з його ініціативи у Криму створюється Мусульманський виконавчий комітет, який бере на себе роль очільника татарського національного руху. Сам Алі Боданінський стає секретарем Мусвиконкому, редактором газети «Голос татар», лідер Татарської партії.
Член Курултаю.
З осені 1918 став організатором партії мусульман-соціалістів, яка невдовзі злилась з ВКП(б).
1919 — керуючий справами Ради народних комісарів Кримської СРР. Під час відступу з більшовиками загинув на хуторі Горєлий поблизу станції Бузулук.